# Amazone de Tucuman
Amazona tucumana
Espèce
Statut de conservation UICN

 VU A2bcd+3bcd+4bcd : Vulnérable
Statut CITES
L'Amazone de Tucuman (Amazona tucumana) est une espèce d'oiseaux de taille moyenne de la famille des Psittacidae (la famille des perroquets).

## Description
Cet oiseau possède un plumage à dominante vert vif où les plumes sont finement bordées de noir anthracite. Un triangle rouge marque le front (base au niveau du bec et sommet au centre du crâne). En vol, les couvertures primaires rouges forment un contraste net avec le bleu colorant la marge des rémiges secondaires. Les culottes tendent vers l'orange chez les adultes et vers le jaune chez les jeunes. Les yeux présentent des iris jaune orangé et des cercles orbitaires de peau claire presque nue. Le bec assez puissant est de couleur gris corne. La cire jaune est bien visible et les narines très ouvertes. Les pattes puissantes sont gris foncé.

## Répartition
L'Amazone de Tucuman niche dans le sud-est de la Bolivie dans les provinces de Chuquisaca et Tarija. Elle a également été observée dans certaines régions du nord de l'Argentine, où elle ne semble pas se reproduire, et sur les flancs des Andes orientales.

## Habitat
Cette amazone est inféodée aux forêts primaires de type amazonien avec des arbres grands et moyens. Elle peut vivre jusqu'à 2 000 m d'altitude.

## Comportement
L'Amazone de Tucuman est un Psittacidae assez méfiant. Il est donc très difficile de l'approcher pour étudier son éthologie. Excellent voilier (caractéristique peu commune au sein du genre Amazona), cet oiseau émet un cri de contact très aigu lors de ses déplacements.

## Reproduction
Cette espèce n'effectue qu'une seule couvée annuelle. La saison de reproduction commence en janvier. Le couple aménage son nid dans le creux d'un arbre où il construit une chambre d'incubation confortable. La femelle y dépose 2 à 4 œufs ronds qu'elle couve pendant 26 jours. Les petits quittent le nid vers l'âge de 8 à 10 semaines et deviennent indépendants 6 à 8 semaines plus tard.